# Gymnázium Strakonice

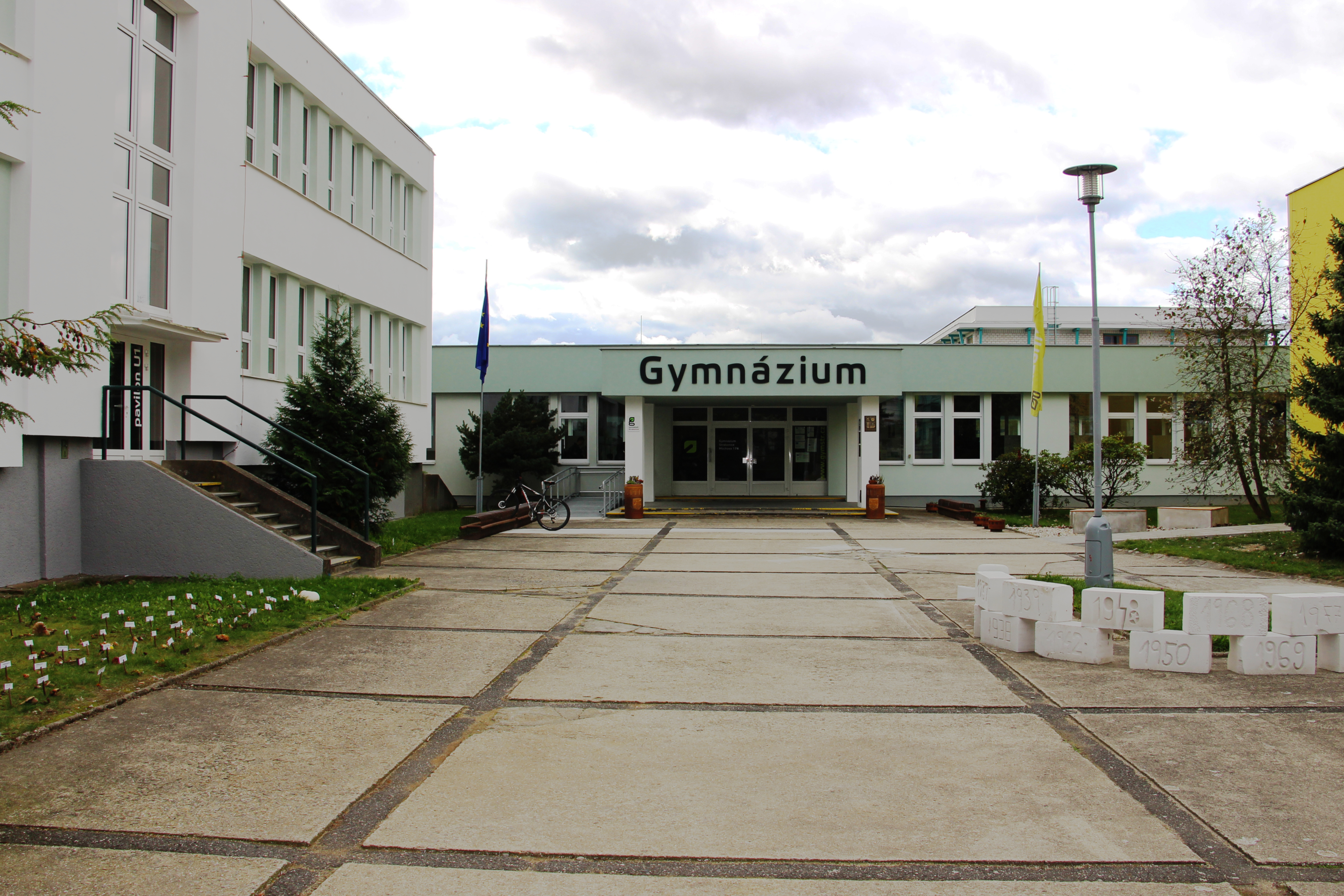
Gymnázium Strakonice po modernizaci v roce 2019.

Gymnázium Strakonice je střední škola ve Strakonicích, v Jihočeském kraji. Sídlí ve čtyřech pavilonech z roku 1983 (chybí však vlastní tělocvična). Studenti zde studují ve čtyřletém i osmiletém cyklu, otevírají se vždy tři třídy čtyřletého a jedna osmiletého cyklu. Ředitelem je Mgr. Miroslav Hlava, zástupcem ředitele je RNDr. Milena Pavlíková a zástupcem ředitele pro vzdělání a výchovu je PhDr. Miroslav Žitný. Partnerskými školami jsou Gymnázium Johanna Andrease Schmellera v Nabburgu (od roku 1990) a Gymnázium Roberta Kocha v Deggendorfu (od roku 1991).

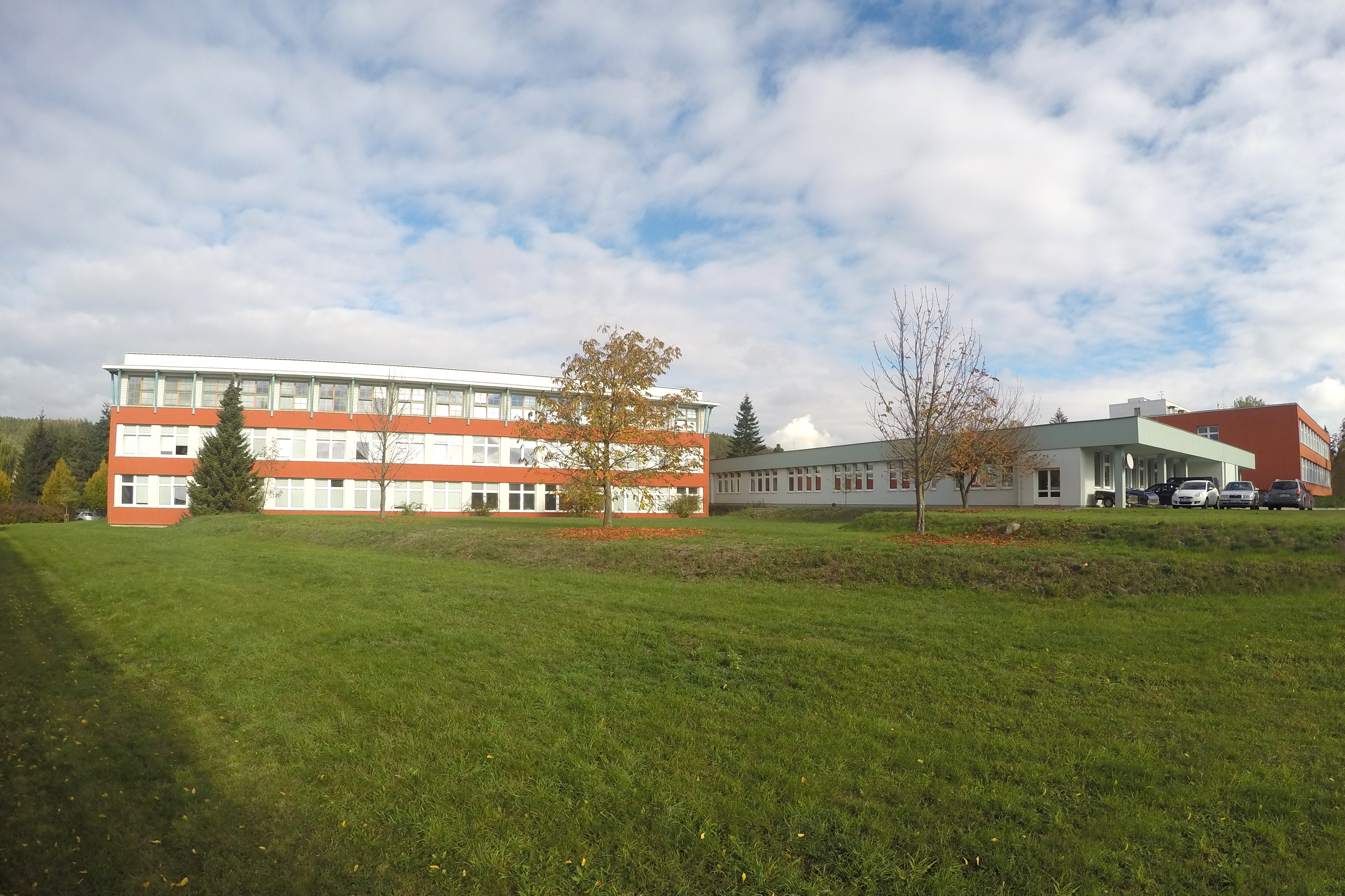
Pohled od zadního vjezdu

## Historie
Reálné gymnasium bylo ve Strakonicích založeno městem roku 1920 a sídlilo původně ve dvou místnostech barokní přístavby Strakonického hradu. Prvním ředitelem byl František Kukrál, kromě něj zde působila už jen jedna stálá pedagogická síla, tři výpomocní učitelé z měšťanské školy a učitel náboženství. Roku 1921 přesídlila škola do budovy bývalé radnice na Velkém náměstí. O dva roky později byla škola zestátněna. V letech 1940–1945 byla budova na Velkém náměstí zabrána německou armádou a škola přesídlila do budovy dnešní ZŠ F. L. Čelakovského. Od roku 1957 do roku 1983, kdy se přesunulo do nového komplexu v ulici Máchova, sídlilo gymnázium v budově dnešní ZŠ Dukelská.
Výraznou rekonstrukcí prošla budova školy v roce 2018, kdy byla doplněna o bezbariérový přístup do všech částí budovy.
Na gymnáziu od roku 1970 vyučoval botanik Vojtěch Žíla.